# Gwen Cooper
Gwen Cooper es un personaje de ficción interpretado por la actriz galesa Eve Myles en la serie de televisión británica Torchwood, un spin-off de la longeva serie Doctor Who. Siendo la protagonista femenina, Gwen ha participado en todos los episodios de la serie, así como en dos cross-overs con Doctor Who. Gwen aparece en material de Universo Expandido como las novelas y audio libros de Torchwood, historietas y dramas radiales. El representar a Gwen reforzó el perfil actoral de Eve Myles y ha sido citada como promotora efectiva en su natal Gales.

Gwen se presenta como un sustituto de la audiencia a lo largo del programa, al igual que el perenne personaje de "acompañante" en Doctor Who. Dentro de la narrativa serie, Gwen es una oficial de policía de Gales del Sur que descubre el misterioso Instituto Torchwood, al cual ha sido llamada por el Capitán Jack Harkness. Gwen trabaja como agente de campo en misiones de Torchwood y aporta un enfoque humano y redondeado a las investigaciones de su equipo de los casos extraterrestres a través de su entrenamiento de procedimiento policial. A pesar de proyectarla como empática y concienzuda, el equipo creativo de la serie también ha hecho hincapié en la ambigüedad moral de Gwen teniéndola éticamente comprometida por su línea de trabajo.

Gwen se presenta en el estreotipo de la "chica americana", y se hace más militante a medida que la serie avanza. Mientras el personaje se ha desarrollado como una heroína de acción en la trama, el equipo de producción también han tratado de mantener el carácter a tierra a través de su familia en pantalla. La dinámica de la relación entre Gwen, su jefe Jack, y su novio-marido Rhys Williams tipifican los conflictos del personaje entre su mundo interpersonal y su extraordinaria vida con Torchwood. Las críticas sobre el programa generalmente han respondido positivamente a los elementos conflictivos de la caracterización de Gwen y representación de Eve Myles. Eve Myles recibió un premio BAFTA Cymru a la primera temporada de la serie y ha sido nominado para varios otros premios de actuación a lo largo de cada una de las cuatro temporadas de Torchwood.

## Participaciones

### Televisión
Se presenta a Gwen en el primer episodio de Torchwood, en el que ella -una oficial de policía de Cardiff asociada con Andy Davidson (Tom Price)- observa al Capitán Jack Harkness (John Barrowman) y su equipo interrogar a un hombre muerto en un callejón. Después de investigar posteriormente al equipo de Torchwood, localiza a la división del Instituto Torchwood en Cardiff, la base de un equipo de cazadores de alienígenas. Aunque Jack borra de su memoria los recuerdos de este descubrimiento, vuelven a aparecer más tarde por los informes de homicidios cometidos con armas exóticas. La misma Suzie Costello de Torchwood (Indira Varma) resulta ser el asesino en serie. Gwen está presente en el intento de Suzie de matar a Jack, y el posterior suicidio de Suzie. Jack revela que él no puede morir y le ofrece a Gwen un trabajo en Torchwood. La relación entre Jack y Gwen adquiere un matiz romántico, a pesar de su larga relación con su novio Rhys (Kai Owen). Gwen luego cae en una aventura corta y destructiva con su colega Owen (Burn Gorman), después de una experiencia particularmente traumática con caníbales, que no puede compartir con Rhys. Confundida y atormentada por la culpa, Gwen confiesa su romance después de que termina en "Combate", pero luego de ello, droga a Rhys con una píldora de amnesia para que él no recuerde su confesión. En el final de la primera temporada, su deseo de resucitar a Rhys luego de haber sido asesinado, la motiva a amotinarse contra Jack, y abrir la brecha en el tiempo y en el espacio que Torchwood mantiene bajo vigilancia. Después de que Jack se enfrenta contra el demonio sobrenatural que salió liberado como resultado de la apertura de la brecha y es sacrificado, Gwen sostiene que él volverá a la vida y vigila su cuerpo. Aceptando que Jack está muerto, ella le da un beso de despedida. Al salir, Jack se despierta y le da las gracias. Poco tiempo después que revie, Jack abandona Torchwood para reunirse con el misterioso "Doctor" que forma parte de su pasado.